# Gérard Siracusa
Gérard Siracusa, né le 6 octobre 1957 à Tunis, est un percussionniste, batteur et compositeur français, de jazz, de musique contemporaine et de musique improvisée.

## Biographie
Il étudie la musique à Marseille, Rueil-Malmaison, San Diego. 
Il obtient une médaille d'Or en percussion au conservatoire de Rueil-Malmaison, classe de Gaston Sylvestre.
Titulaire du C.A. de percussion, il enseigne la percussion et la batterie au Conservatoire à Rayonnement Départemental d'Argenteuil.

### Jazz de création et musique improvisée
À Marseille, il rencontre André Jaume avec qui il collaborera dix ans, créant en 1975 le groupe d'improvisation Nommo, avec bientôt Raymond Boni, jouant dans ses diverses formations et participant à la fondation du GRIM (Groupe de Recherche et d'Improvisation Musicales) en 1978. Pendant ces années il fonde le groupe Molto Mobile avec Bernard Vitet et Sylvain Kassap, et crée un trio d'improvisation avec Jean-Marc Montera et Yves Robert.
Il enregistre Percussion Solo-Jardins de Paille, premier album de percussion solo jamais réalisé par un musicien improvisateur et compositeur français.
Il multiplie les rencontres avec des jazzmen de renom, tant hexagonal qu'international, (Butch Morris, Joe McPhee, Barre Phillips, John Surman), participant par exemple au Tour de France organisé en 1981 par Louis Sclavis, (avec Michel Doneda, Philippe Deschepper, Alain Gibert, Yves Robert, Beñat Achiary). 
Il enregistre le disque Slumberland en quartet avec Louis Sclavis, Yves Robert et Mark Dresser (en).
Il fonde le groupe Alma Ata avec Beñat Achiary, Bruno Chevillon, Michel Doneda, Philippe Deschepper, et codirige avec Claude Barthélemy un quintet auquel s'adjoindra le quatuor à cordes allemand Auryn pour la création de m'Arco Polo, titre de sa composition éponyme.
Il crée deux autres quartets : l'un avec Michael Riessler (de), Michel Godard et Renaud Garcia-Fons, le second avec Sylvain Kassap, Thierry Madiot et Claude Tchamitchian pour lequel, en formation étendue, il compose Changes.
Il improvise avec Joëlle Léandre et participe à sa création Musique de tous les dangers.
Il est soliste invité par l'Orchestre national de jazz de Claude Barthélemy.
En 1991, il enregistre Kind Lieder et en 1993 le disque pour enfants Crasse-Tignasse avec Un drame musical instantané, dont il fut un proche collaborateur, en particulier au sein du grand orchestre de 1981 à 1986 et pour des ciné-concerts.
Le trio qu'il forme avec Michael Riessler et Michel Godard est invité par Valentin Clastrier pour l'enregistrement de son disque Hérésie. Ensemble, ils fondent Le Bûcher des Silences en 1991, rejoints par Jean-Louis Matinier (de) puis Carlo Rizzo (de). Le groupe sert de base à la formation Héloïse de Michael Riessler. Entre 1997 et 1999, la collaboration de Gérard Siracusa et du musicien allemand se poursuit en duo, enregistrant Les Champs magnétiques, d'après André Breton et Philippe Soupault pour Radio France et la Saarländischer Rundfunk. Avec Valentin Clastrier il forme un nouveau duo et le projet Spécial Percussion en trio avec Youval Micenmacher.
À partir de 2003, il développe un concert en solo de batterie, et enregistre le cd Drums immersion en 2008. Il improvise avec Garth Knox et Frédéric Stochl ou Beñat Achiary, avec Pascal Contet et Jean-Marc Montera ou Régis Huby, joue en trio de batteries avec François Merville et Éric Grosleau, et en duo avec François Rossé.

### Musique contemporaine
Dans le domaine de la musique contemporaine, il joue les œuvres des compositeurs Igor Stravinsky, Olivier Messiaen, Pierre Boulez, Edgar Varèse, Luciano Berio, Bernd Alois Zimmermann, au sein des ensembles Musique Vivante de Diego Masson, (notamment avec Jean-François Jenny-Clark, Vinko Globokar, Carlos Roque Alsina, Claude Barthélemy, Jean-Paul Céléa et Michael Riessler), Ars Nova, Serenata de Genève, Entretemps, Les Musiciens amoureux, Laborintus, Les Jeunes Solistes.
Il est membre du quatuor de percussions Touchers (œuvres de John Cage, Jean-Pierre Drouet, Henry Fourès).
En soliste, il participe aux créations de Michel Redolfi, Luc Ferrari, Jacques Diennet, Édith Canat de Chizy, Luigi Nono, Frederic Rzewski, Nicolas Vérin, Georges Aperghis, Denys Bouliane, Aurel Stroë, François Rossé.
Il crée en solo Métalmorphose pour percussion et sons fixés de Nicolas Vérin, dans l'acousmonium de la Maison de la Radio, pièce dont il est dédicataire.
En 1986, il crée un spectacle de percussion en solo intitulé Solibrius qu'il jouera jusqu'en 2002 et dont le programme évolutif mêle œuvres de répertoire (Xavier Alvarez, Georges Aperghis, Vinko Globokar, Frederic Rzewski), créations (Claude Barthélemy, Pablo Cueco, Michel Musseau), coécritures (avec Daniel Petitjean et Jean-Marie Maddeddu), et œuvres personnelles.
Son œuvre Discontinuo pour large ensemble de percussions est créée en 1997, au Festival des 38e Rugissants.

### Autres collaborations
En tant que compositeur ou interprète, Il collabore avec les artistes d'autres disciplines : le théâtre musical (Claude Régy, Jorge Lavelli, Christian Gangneron, Vincent Colin - Le Buffon des familles-, Jacques Rebotier), la danse (Santiago Sempere - Les Matins de Blanche, Les Petits endroits du corps-, Suzanne Cotto, Anne-Maire Reynaud, Jean Rochereau), la littérature (Enzo Cormann, Françoise Gerbaulet, Gérard Noiret, Christian Tarting, Zéno Bianu), les arts plastiques (Serges Plagnol), la création radiophonique (Christine Bernard-Sugy, Claude Guerre, André Velter, Marguerite Gateau). En 2008, il crée Constellation des voix avec le poète Zéno Bianu et le comédien Denis Lavant, et en 2009, À Mort la mort avec François Rossé et Sylvie Levesque.

## Distinctions
Grand Prix de l'Académie Charles Cros pour le disque Le Bûcher des Silences
Coup de Cœur de l'Académie Charles Cros 2013 (Musiques du Monde, Créations) pour le livre-disque Beatiho